# Mijailo Petrenko
Mijailo Mikolaoovich Petrenko (en ucraniano: Михайло Миколайович Петренко; Slóviansk, 1817 - Lebedín, 13 de diciembre de 1862) fue un poeta romántico ucraniano notable por sus obras musicales, y miembro de la Escuela Romántica de Járkov.

## Biografía
Petrenko nació en la ciudad de Slóviansk en el seno de una familia de pequeños funcionarios en 1817. Petrenko estudió en la Facultad de Derecho de la Universidad de Járkov entre 1837 y 1841.
Prestó servicios en las instituciones judiciales: en Járkov (1844-1847), Vovchansk (1847-1849),  Lebedín (1849-1862), ascendiendo a asesor colegiado (grado 8º). Petrenko no participó en la guerra de Crimea de 1853-1856. La literatura menciona a veces el encuentro de Mijailo Petrenko con Tarás Shevchenko en 1859, pero este evento aún no ha sido documentado.
Mijailo Petrenko murió el 25 de diciembre de 1862, a la edad de 45 años, a causa de una enfermedad acompañada de fiebre, en la ciudad de Lebedín.

## Obra y legado
Las primeras poesías de Petrenko se publicaron en la antología Snip (1841). Entre ellas se encontraba el poema "Miré al cielo y pensé un pensamiento", que se convirtió en una canción popular, el máximo galardón para un poeta ucraniano. En 1848 A. L. Metlynsky publicó en la "Colección de Rusia del Sur" una selección de poemas de Petrenko titulada "Pensamientos y cantos". En 1960, sus poemas se publicaron en una edición limitada junto con poemas de Víktor Sabila. Su duma dramática de 1845 "Naida" se publicó por primera vez en 2013.  
El asteroide 274843 Mykhailo Petrenko, descubierto por los astrónomos del Observatorio Astronómico de Andrushivka en 2009, fue bautizado en su honor.  La cita oficial del asteroide 274843 Mykhailo Petrenko fue publicada por el Centro de Planetas Menores el 8 de octubre de 2014 (M.P.C. 90380).